# Expeditie Robinson 2022
Expeditie Robinson 2022 is het 22e reguliere seizoen van de Nederlandse versie van Expeditie Robinson, een televisieprogramma waarin deelnemers moeten overleven op een onbewoond eiland en tegen elkaar strijden voor de overwinning.
Dit seizoen werd vanaf maandag 29 augustus 2022 uitgezonden op RTL 4. De presentatie van dit seizoen was in handen van Nicolette Kluijver en Rick Brandsteder. Brandsteder verving presentator Art Rooijakkers die dit seizoen oorspronkelijk zou presenteren, maar last had van stemproblemen en de presentatie een jaar moest uitstellen. Het programma, werd na één seizoen in Europa (door de coronapandemie), voor dit seizoen weer opgenomen op de originele locatie in Maleisië. Het format vertoont gelijkenissen met Expeditie Robinson 2014. Net als  2014 zijn er in eerste instantie drie kampen, Noord, Zuid en West. De teams moeten telkens elk een captain uitkiezen. Deze captains strijden in de "captainsbattle" om een plek op Kamp West. De winnaar van deze proef mag namelijk met zijn/haar team naar Kamp West en hoeft niet mee te doen met de eliminatieproef. De verliezer moet naar Kamp Noord. De eliminatieproef gaat tussen Kamp Noord en Kamp Zuid. Als een team een lid meer heeft, wordt voorafgaand aan de proef door loting bepaald wie niet meedoet met de proef. Alle teamleden moeten dan een steentje trekken. Het teamlid dat het zwarte steentje trekt, doet niet mee met de proef. De verliezer van deze proef moet naar de eilandraad. Het team op Kamp West krijgt voorafgaand aan deze eilandraad de mogelijkheid om degene die weggestemd wordt toe te voegen aan hun team. Hiertoe krijgen zij een kist met portretten van het team dat naar de eilandraad moet. Hiervan mogen ze er twee kiezen. Als één van deze twee personen wordt weggestemd, mag deze naar het team op Kamp West.

## Expeditieleden
Achttien dagen voordat het 22e seizoen van start ging, werden, op 11 augustus 2022, alle deelnemers bekendgemaakt. Dit in tegenstelling tot eerdere seizoenen, waarbij de deelnemers om de paar dagen bekend werden gemaakt. In het seizoen van 2022 deden de volgende kandidaten mee:
| Naam                  | Beroep / bekend van                                  | Resultaat           | Dag                          |
| --------------------- | ---------------------------------------------------- | ------------------- | ---------------------------- |
| Dennis Wilt           | Meteoroloog, bekend van RTL Weer en SBS6             | Winnaar             | Dag 35                       |
| London Loy            | Televisiekok, bekend van Koffietijd                  | Verliezend finalist | Dag 35                       |
| Ferry Weertman        | Olympisch zwemmer                                    | Verliezend finalist | Dag 35                       |
| Niek Roozen           | Acteur, bekend van Brugklas                          | 4e                  | Geëlimineerd dag 34          |
| April Darby           | Zangeres en musicalactrice, bekend van The Bodyguard | 5e                  | Geëlimineerd dag 34          |
| Dzifa Kusenuh         | Actrice en presentatrice, bekend van Checkpoint      | 6e                  | Geëlimineerd dag 34          |
| Harry Piekema         | Acteur, bekend van Albert Heijn-reclames             | 7e                  | Geëlimineerd dag 33          |
| Vincent Vianen        | Choreograaf, bekend van The Talent Project           | 8e                  | Geëlimineerd dag 33          |
| Thijs Boermans        | Acteur, bekend van SpangaS                           | 9e                  | Geëlimineerd dag 31          |
| Niels Oosthoek        | Presentator en youtuber                              | 10e                 | Weggestemd en gestopt dag 27 |
| Mike Weerts           | Acteur, bekend van Celblok H                         | 11e                 | Gestopt dag 25               |
| Chatilla van Grinsven | Basketballer                                         | 12e                 | Geëlimineerd dag 25          |
| Iliass Ojja           | Acteur, bekend van Mocro Maffia                      | 13e                 | Gestopt dag 20               |
| Devrim Aslan          | Quizzer, bekend van Beat the Champions               | 14e                 | Weggestemd dag 19            |
| Rose Bertram          | Model                                                | 15e                 | Weggestemd dag 16            |
| Juultje Tieleman      | Youtuber en influencer                               | 16e                 | Gestopt dag 16               |
| Liza Sips             | Actrice, bekend van Goede tijden, slechte tijden     | 17e                 | Weggestemd dag 14            |
| Laura Vlasblom        | Zangeres, bekend van Frizzle Sizzle                  | 18e                 | Weggestemd dag 12            |
| Kirsten Westrik       | Presentatrice, bekend van 112 Vandaag                | 19e                 | Weggestemd dag 10            |
| Susan Radder          | Actrice, bekend van Keizersvrouwen                   | 20e                 | Weggestemd dag 7             |
| Marion Pauw           | Schrijfster, bekend van Daglicht                     | 21e                 | Weggestemd dag 4             |

## Trivia
- Harry Piekema is met 63 jaar de oudste deelnemer van het seizoen en Juultje Tieleman met 22 jaar de jongste.
- Nieuwe presentator Rick Brandsteder was eerder zelf als deelnemer te zien in Expeditie Robinson 2014.
- Niek Roozen kreeg in de derde aflevering een allergische reactie na het eten van een yam, waardoor hij medisch onderzocht moest worden.[4]
- Iliass Ojja verliet in aflevering negen het programma nadat hij in een aangespoelde injectienaald was gaan staan en hij zich niet serieus genomen voelde door de productie nadat er tot twee keer toe geen dokter op zijn verzoek langs is gekomen.[5] Uiteindelijk werd hij in Nederland onderzocht, waar bleek dat er niks aan de hand was.